# Bisht (vestimenta)

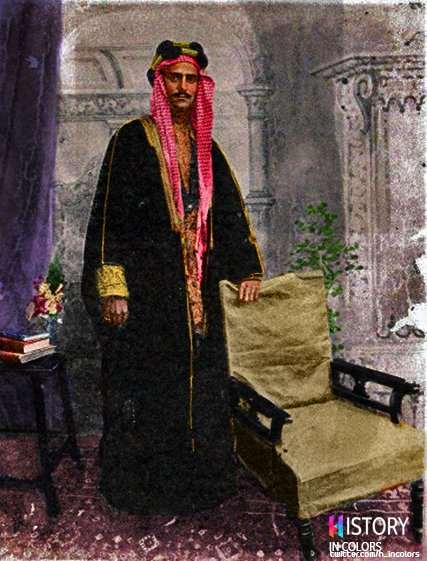
Um Sheik utilizando a vestimenta

Um bisht (árabe: بِشْت; plural: بِشُوت bishūt e بْشُوت bshūt), conhecido em alguns dialetos falados em árabe como mishlaḥ (árabe: مِشْلَح) ou ʿabāʾ (árabe: عَبَاء), é um manto masculino tradicional popular no mundo árabe usado popularmente há milhares de anos, em especial por membros da família real.
Na final da Copa do Mundo FIFA de 2022 no Catar, o Emir Tamim bin Hamad al-Thani vestiu um bisht no capitão da campeã Argentina Lionel Messi, antes deste erguer o Troféu da Copa do Mundo FIFA.

## ligações externas
- vestimenta árabe